# 비다 가헤르마니
비다 가헤르마니(Vida Ghahremani, 1937년 5월 27일 ~ 2018년 6월 2일)는 이란의 배우, 디자이너, 교사이다.
테헤란에서 태어났다.

## 영화
- 어블루션 (2016년)
- 지미 베스트부드: 아메리칸 히어로 (2016년)
- 파티 USA (2012년)
- 더 스토닝 (2008년) - Mrs. 마수드 역
- 천년의 기도 (2007년)